# Harris Johns
Harris Johns (* um 1950) ist ein deutscher Musikproduzent, Tontechniker und Musiker.

## Leben
Johns wuchs als der Sohn eines US-amerikanischen Soldaten und einer aus Ostpreußen stammenden Mutter in Ansbach auf. Er erhielt den Familiennamen seiner Mutter, der mit langgezogenem „o“ ausgesprochen wird. Johns ist aufgrund der Herkunft seines Vaters Mitglied des Indianerstamms Choctaw-Apache of Ebarb.

## Werk
Nach einem abgebrochenen Studium der Betriebswirtschaftslehre und Nebentätigkeit als DJ arbeitete Johns in den Berliner Hansa-Tonstudios, die zu der Zeit in Berlin die größten waren, und betrieb später von 1978 bis 2015 in Berlin das Tonstudio Music Lab Berlin. Er produzierte etwa 450 Alben, beispielsweise für Bands wie Slime, Daily Terror, Grave Digger, Helloween, Coroner, Kreator, Tankard, Voivod, Sodom, Die Skeptiker, Sepultura, Slipknot, Einstürzende Neubauten, Toxpack und Protector. Der Metal Hammer bezeichnete ihn 1990 als die „Nummer eins unter Europas Thrash-Produzenten“. Harris schrieb und produzierte unter anderem die Musik für die RIAS-Hörspielreihe Das Wunder von Narnia.
Neben seiner Arbeit als Produzent und Tontechniker war er regelmäßig Gastmusiker bei verschiedenen Bands. Darüber hinaus erschien 1979 auf R.A.F. Records das Album Harris Johns 4, später war er Sänger und Gitarrist der Ende der 1980er gegründeten Berliner Band CHARN.
Seit 2004 arbeitet er auch als FOH Mixer der Berliner Band Toxpack, mit der er drei Alben produziert hat. Seit 2014 spielt er wieder mit seiner Psychedelic-Hardrock-Band Kon Sameti die Anfang der 70er Jahre gegründet wurde. Mit dieser Band hat er zwei Alben produziert und veröffentlicht: "Reborn" und The Traveller".
Er unterrichtet seit 2015 Musikproduktion, Mikrofonierung und Künstlerführung an der Wave Akademie für digitale Medien in Berlin.